# ATP Challenger Tour 2010
Navigation
Saison 2009 Saison 2011
La saison 2010 de l'ATP Challenger Tour, circuit secondaire du tennis professionnel organisé par l'ATP, comprend 154 tournois. Cet article regroupe la liste de ces tournois et leurs vainqueurs en simple et en double.
Le joueur le plus titré de la saison en simple est le Néerlandais Robin Haase avec cinq tournois remportés. Cette saison est aussi marquée par l'éclosion du Japonais Kei Nishikori qui gagne quatre tournois en simple.
En double, la saison est dominée par le Brésilien Franco Ferreiro qui remporte huit tournois, dont cinq avec son compatriote André Sá, et par le Jamaïcain Dustin Brown avec six titres.

## Palmarès

### Simple messieurs
| Date         | Nom et lieu du tournoi                                       | Dotation     | Surface              | Vainqueur              | Finaliste                |
| 4 janvier    | Prime Cup Aberto de São Paulo, São Paulo                     | 125 000 $ +H | Dur (ext.)           | Ricardo Mello          | Eduardo Schwank          |
| 4 janvier    | Internationaux de Nouvelle-Calédonie, Nouméa                 | 75 000 $ +H  | Dur (ext.)           | Florian Mayer          | Flavio Cipolla           |
| 11 janvier   | Challenger Salinas Diario Expreso, Salinas                   | 35 000 $ +H  | Dur (ext.)           | Brian Dabul            | Nicolás Massú            |
| 25 janvier   | Heilbronn Open, Talheim                                      | 85 000 € +H  | Dur (int.)           | Michael Berrer         | Andrey Golubev           |
| 25 janvier   | Honolulu Challenger, Honolulu                                | 50 000 $     | Dur (ext.)           | Michael Russell        | Grega Žemlja             |
| 25 janvier   | Seguros Bolívar Open, Bucaramanga                            | 35 000 $ +H  | Terre battue         | Eduardo Schwank        | Juan Pablo Brzezicki     |
| 1er février  | McDonald's Burnie International, Burnie                      | 50 000 $     | Dur (ext.)           | Bernard Tomic          | Greg Jones               |
| 1er février  | Challenger of Dallas, Dallas                                 | 50 000 $     | Dur (int.)           | Ryan Sweeting          | Carsten Ball             |
| 1er février  | Kazan Kremlin Cup, Kazan                                     | 50 000 $     | Dur (int.)           | Michał Przysiężny      | Julian Reister           |
| 8 février    | Internazionali di Tennis di Bergamo-Trofeo Trismoka, Bergame | 42 500 € +H  | Dur (int.)           | Karol Beck             | Gilles Müller            |
| 15 février   | GEMAX Open, Belgrade                                         | 106 500 € +H | Moquette (int.)      | Karol Beck             | Ilija Bozoljac           |
| 15 février   | Morocco Tennis Tour - Tanger, Tanger                         | 30 000 € +H  | Terre battue         | Stéphane Robert        | Alexandr Dolgopolov      |
| 22 février   | Morocco Tennis Tour - Meknès, Meknès                         | 30 000 € +H  | Terre battue         | Alexandr Dolgopolov    | Rui Machado              |
| 1er mars     | Challenger DCNS de Cherbourg, Cherbourg                      | 42 500 € +H  | Dur (int.)           | Nicolas Mahut          | Gilles Müller            |
| 8 mars       | Morocco Tennis Tour - Rabat, Rabat                           | 42 500 € +H  | Terre battue (int.)  | Rubén Ramírez Hidalgo  | Marcel Granollers        |
| 8 mars       | Japan Indoor Tennis Championships, Kyoto                     | 35 000 $ +H  | Moquette (int.)      | Yuichi Sugita          | Matthew Ebden            |
| 8 mars       | BH Telecom Indoors, Sarajevo                                 | 30 000 € +H  | Dur (int.)           | Édouard Roger-Vasselin | Karol Beck               |
| 15 mars      | Morocco Tennis Tour - Marrakech, Marrakech                   | 106 500 € +H | Terre battue         | Jarkko Nieminen        | Alexandr Dolgopolov      |
| 15 mars      | BMW Tennis Championship, Sunrise                             | 125 000 $ +H | Dur (ext.)           | Florian Mayer          | Gilles Simon             |
| 15 mars      | Città di Caltanissetta, Caltanissetta                        | 42 500 € +H  | Terre battue         | Robin Haase            | Matteo Trevisan          |
| 22 mars      | Open Barletta, Barletta                                      | 42 500 € +H  | Terre battue         | Pere Riba              | Steve Darcis             |
| 22 mars      | The Jersey International, Jersey                             | 42 500 €     | Dur (int.)           | Jan Hernych            | Jan Minář                |
| 22 mars      | Challenger Banque Nationale, Rimouski                        | 35 000 $     | Dur (int.)           | Rik De Voest           | Tim Smyczek              |
| 29 mars      | Tennis Napoli Cup, Naples                                    | 30 000 € +H  | Terre battue         | Rui Machado            | Federico Delbonis        |
| 29 mars      | Open Prévadiès Saint-Brieuc, Saint-Brieuc                    | 30 000 € +H  | Terre battue         | Michał Przysiężny      | Rubén Ramírez Hidalgo    |
| 5 avril      | Bancolombia Open, Bogota                                     | 125 000 $ +H | Terre battue         | João Souza             | Alejandro Falla          |
| 5 avril      | Mitsubishi Electric Cup, Monza                               | 30 000 € +H  | Terre battue         | Daniel Brands          | Pablo Andújar            |
| 12 avril     | Soweto Open, Johannesburg                                    | 100 000 $ +H | Dur (int.)           | Dustin Brown           | Izak Van der Merwe       |
| 12 avril     | Baton Rouge Pro Tennis Classic, Bâton-Rouge                  | 50 000 $     | Dur (int.)           | Kevin Anderson         | Tobias Kamke             |
| 12 avril     | Aberto Santa Catarina De Tenis, Blumenau                     | 35 000 $ +H  | Terre battue         | Marcos Daniel          | Bastian Knittel          |
| 12 avril     | Abierto Internacional del Bicentenario León, León            | 35 000 $ +H  | Dur (int.)           | Santiago González      | Michał Przysiężny        |
| 12 avril     | Seguros Bolívar Open Pereira, Pereira                        | 35 000 $ +H  | Dur (int.)           | Santiago Giraldo       | Paolo Lorenzi            |
| 12 avril     | Rai Open, Rome                                               | 30 000 € +H  | Terre battue         | Filippo Volandri       | Lamine Ouahab            |
| 19 avril     | Status Athens Open, Athènes                                  | 85 000 € +H  | Dur (int.)           | Lu Yen-hsun            | Rainer Schüttler         |
| 19 avril     | Tallahassee Tennis Challenger, Tallahassee                   | 50 000 $     | Dur (ext.)           | Brian Dabul            | Robby Ginepri            |
| 19 avril     | Brazil Open Series, Curitiba                                 | 35 000 $ +H  | Terre battue         | Dominik Meffert        | Ricardo Mello            |
| 19 avril     | Roma Open, Rome                                              | 30 000 € +H  | Terre battue         | Federico Delbonis      | Florian Mayer            |
| 26 avril     | Tunis Open, Tunis                                            | 125 000 $ +H | Terre battue         | José Acasuso           | Daniel Brands            |
| 26 avril     | Ixian Grand Aegean Tennis Cup, Rhodes                        | 85 000 € +H  | Dur (int.)           | Dudi Sela              | Rainer Schüttler         |
| 26 avril     | Prosperita Open, Ostrava                                     | 42 500 €     | Terre battue         | Lukáš Rosol            | Ivan Dodig               |
| 26 avril     | Manta Open - Trofeo Ricardo Delgado Aray, Manta              | 35 000 $ +H  | Dur (int.)           | Go Soeda               | Ryler DeHeart            |
| 3 mai        | Israel Open, Ramat Ha-Sharon                                 | 100 000 $ +H | Dur (ext.)           | Conor Niland           | Thiago Alves             |
| 3 mai        | Tail Savannah Challenger, Savannah                           | 50 000 $     | Terre battue         | Kei Nishikori          | Ryan Sweeting            |
| 3 mai        | Palm Hills International Tennis Challenger, Le Caire         | 35 000 $ +H  | Terre battue         | Ivo Minář              | Simone Vagnozzi          |
| 3 mai        | Sanremo Tennis Cup, San Remo                                 | 30 000 € +H  | Terre battue         | Gastón Gaudio          | Martín Vassallo Argüello |
| 10 mai       | BNP Paribas Primrose Bordeaux, Bordeaux                      | 85 000 € +H  | Terre battue         | Richard Gasquet        | Michaël Llodra           |
| 10 mai       | Busan Open Challenger Tennis, Busan                          | 75 000 $ +H  | Dur (ext.)           | Lim Yong-Kyu           | Lu Yen-hsun              |
| 10 mai       | Sarasota Open, Sarasota                                      | 50 000 $     | Terre battue (verte) | Kei Nishikori          | Brian Dabul              |
| 10 mai       | Zagreb Open, Zagreb                                          | 42 500 €     | Terre battue         | Yuri Schukin           | Santiago Ventura         |
| 10 mai       | Canella Challenger, Biella                                   | 30 000 € +H  | Terre battue         | Björn Phau             | Simone Bolelli           |
| 17 mai       | Trofeo Paolo Corazzi, Crémone                                | 30 000 € +H  | Dur (ext.)           | Denis Gremelmayr       | Marius Copil             |
| 17 mai       | Fergana Challenger, Ferghana                                 | 35 000 $ +H  | Dur (ext.)           | Evgeny Kirillov        | Zhang Ze                 |
| 24 mai       | USTA LA Tennis Open, Carson                                  | 50 000 $     | Dur (ext.)           | Donald Young           | Robert Kendrick          |
| 24 mai       | Trofeo Cassa di Risparmio Alessandria, Alessandria           | 30 000 € +H  | Terre battue         | Björn Phau             | Carlos Berlocq           |
| 31 mai       | UniCredit Czech Open, Prostějov                              | 106 500 € +H | Terre battue         | Jan Hájek              | Radek Štěpánek           |
| 31 mai       | Franken Challenge, Fürth                                     | 42 500 € +H  | Terre battue         | Robin Haase            | Tobias Kamke             |
| 31 mai       | AEGON Trophy, Nottingham                                     | 42 500 €     | Gazon                | Ričardas Berankis      | Go Soeda                 |
| 31 mai       | Weil Tennis Academy Challenger, Ojai                         | 50 000 $     | Dur (ext.)           | Bobby Reynolds         | Marinko Matosevic        |
| 31 mai       | Due Ponti Cup, Rome                                          | 42 500 € +H  | Terre battue         | Filippo Volandri       | Reda El Amrani           |
| 7 juin       | BSI Challenger Lugano, Lugano                                | 85 000 € +H  | Terre battue         | Stanislas Wawrinka     | Potito Starace           |
| 7 juin       | Košice Open, Košice                                          | 30 000 € +H  | Terre battue         | Rubén Ramírez Hidalgo  | Filip Krajinović         |
| 14 juin      | ZRE Katowice Bytom Open, Bytom                               | 30 000 € +H  | Terre battue         | Pere Riba              | Facundo Bagnis           |
| 14 juin      | Aspria Tennis Cup, Milan                                     | 30 000 € +H  | Terre battue         | Frederico Gil          | Máximo González          |
| 21 juin      | Camparini Gioielli Cup, Reggio d'Émilie                      | 42 500 € +H  | Terre battue         | Carlos Berlocq         | Pablo Andújar            |
| 21 juin      | Marburg Open, Marbourg                                       | 30 000 € +H  | Terre battue         | Simone Vagnozzi        | Ivo Minář                |
| 28 juin      | Nord LB Open, Braunschweig                                   | 106 500 € +H | Terre battue         | Mikhail Kukushkin      | Marcos Daniel            |
| 28 juin      | Sporting Challenger, Turin                                   | 85 000 € +H  | Terre battue         | Simone Bolelli         | Potito Starace           |
| 28 juin      | Nielsen Pro Tennis Championship, Winnetka                    | 50 000 $     | Dur (ext.)           | Brian Dabul            | Tim Smyczek              |
| 28 juin      | Arad Challenger, Arad                                        | 30 000 € +H  | Terre battue         | David Guez             | Benoît Paire             |
| 5 juillet    | Open Diputación Ciudad de Pozoblanco, Pozoblanco             | 85 000 € +H  | Dur (ext.)           | Rubén Ramírez Hidalgo  | Roberto Bautista-Agut    |
| 5 juillet    | Siemens Open, Schéveningue                                   | 42 500 € +H  | Terre battue         | Denis Gremelmayr       | Thomas Schoorel          |
| 5 juillet    | Oberstaufen Cup, Oberstaufen                                 | 30 000 € +H  | Terre battue         | Martin Fischer         | Cedrik-Marcel Stebe      |
| 5 juillet    | Carisap Tennis Cup, San Benedetto del Tronto                 | 30 000 € +H  | Terre battue         | Carlos Berlocq         | Daniel Gimeno-Traver     |
| 12 juillet   | Seguros Bolívar Open Bogotá, Bogota                          | 125 000 $ +H | Terre battue         | Robert Farah           | Carlos Salamanca         |
| 12 juillet   | Comerica Bank Challenger, Aptos                              | 75 000 $     | Dur (ext.)           | Marinko Matosevic      | Donald Young             |
| 12 juillet   | Riviera di Rimini Challenger, Rimini                         | 42 500 € +H  | Terre battue         | Paolo Lorenzi          | Federico Delbonis        |
| 19 juillet   | Poznan Porsche Open, Poznań                                  | 85 000 € +H  | Terre battue         | Denis Gremelmayr       | Andrey Kuznetsov         |
| 19 juillet   | Trofeo Bellaveglia, Orbetello                                | 64 000 € +H  | Terre battue         | Pablo Andújar          | Édouard Roger-Vasselin   |
| 19 juillet   | Fifth Third Bank Tennis Championships, Lexington             | 50 000 $     | Dur (ext.)           | Carsten Ball           | Jesse Levine             |
| 19 juillet   | Penza Cup, Penza                                             | 50 000 $     | Dur (ext.)           | Mikhail Kukushkin      | Konstantin Kravchuk      |
| 19 juillet   | Guzzini Challenger, Recanati                                 | 30 000 € +H  | Dur (ext.)           | Stéphane Bohli         | Adrian Mannarino         |
| 26 juillet   | Zucchetti Kos Tennis Cup, Cordenons                          | 85 000 € +H  | Terre battue         | Steve Darcis           | Daniel Muñoz de la Nava  |
| 26 juillet   | Challenger Banque Nationale de Granby, Granby                | 50 000 $ +H  | Dur (ext.)           | Tobias Kamke           | Milos Raonic             |
| 26 juillet   | Mordovia Cup, Saransk                                        | 50 000 $     | Dur (ext.)           | Ivan Sergeyev          | Marek Semjan             |
| 26 juillet   | Tampere Open, Tampere                                        | 42 500 €     | Terre battue         | Éric Prodon            | Leonardo Tavares         |
| 2 août       | San Marino CEPU Open, Saint-Marin                            | 85 000 € +H  | Terre battue         | Robin Haase            | Filippo Volandri         |
| 2 août       | Open Castilla y León, Ségovie                                | 85 000 € +H  | Dur (ext.)           | Daniel Gimeno-Traver   | Adrian Mannarino         |
| 2 août       | Odlum Brown Vancouver Open, Vancouver                        | 100 000 $    | Dur (ext.)           | Dudi Sela              | Ričardas Berankis        |
| 2 août       | Austrian Open Kitzbühel, Kitzbühel                           | 64 000 € +H  | Terre battue         | Andreas Seppi          | Victor Crivoi            |
| 2 août       | Beijing International Challenger, Pékin                      | 75 000 $ +H  | Dur (ext.)           | Franko Škugor          | Laurent Recouderc        |
| 2 août       | MasterCard Tennis Cup, Campos do Jordão                      | 50 000 $ +H  | Dur (ext.)           | Izak Van der Merwe     | Ricardo Mello            |
| 9 août       | American Express - TED Open, Istanbul                        | 100 000 $ +H | Dur (ext.)           | Adrian Mannarino       | Mikhail Kukushkin        |
| 9 août       | LG&T Tennis Challenger, Binghamton                           | 50 000 $     | Dur (ext.)           | Kei Nishikori          | Robert Kendrick          |
| 9 août       | Aberto de Brasilia, Brasilia                                 | 35 000 $ +H  | Dur (ext.)           | Tatsuma Ito            | Izak Van der Merwe       |
| 9 août       | Samarkand Challenger, Samarcande                             | 35 000 $ +H  | Terre battue         | Andrej Martin          | Marek Semjan             |
| 9 août       | Trani Cup, Trani                                             | 30 000 € +H  | Terre battue         | Jesse Huta Galung      | Filippo Volandri         |
| 16 août      | Karshi Challenger, Karchi                                    | 35 000 $ +H  | Dur (ext.)           | Blaž Kavčič            | Michael Venus            |
| 16 août      | Concurso Int'l de Tenis - San Sebastián, Saint-Sébastien     | 30 000 € +H  | Terre battue         | Albert Ramos           | Benoît Paire             |
| 16 août      | Aberto de Bahia, Salvador de Bahia                           | 35 000 $ +H  | Dur (ext.)           | Ricardo Mello          | Thiago Alves             |
| 23 août      | Savoldi-Cò - Trofeo Dimmidisì, Manerbio                      | 64 000 € +H  | Terre battue         | Robin Haase            | Marco Crugnola           |
| 23 août      | Astana Cup, Astana                                           | 50 000 $     | Dur (ext.)           | Igor Kunitsyn          | Konstantin Kravchuk      |
| 23 août      | IPP Trophy, Genève                                           | 30 000 € +H  | Terre battue         | Grigor Dimitrov        | Pablo Andújar            |
| 30 août      | Città di Como Challenger, Côme                               | 30 000 € +H  | Dur (ext.)           | Robin Haase            | Ivo Minář                |
| 6 septembre  | AON Open Challenger, Gênes                                   | 85 000 € +H  | Terre battue         | Fabio Fognini          | Potito Starace           |
| 6 septembre  | TEAN International, Alphen-sur-le-Rhin                       | 42 500 €     | Terre battue         | Jesse Huta Galung      | Thomas Schoorel          |
| 6 septembre  | Trophée des Alpilles, Saint-Rémy-de-Provence                 | 42 500 € +H  | Dur (ext.)           | Jerzy Janowicz         | Édouard Roger-Vasselin   |
| 6 septembre  | Copa Sevilla, Séville                                        | 42 500 € +H  | Terre battue jaune   | Albert Ramos           | Pere Riba                |
| 6 septembre  | Brasov Challenger, Brașov                                    | 30 000 € +H  | Terre battue         | Éric Prodon            | Jaroslav Pospíšil        |
| 6 septembre  | Rijeka Open, Rijeka                                          | 30 000 € +H  | Terre battue         | Blaž Kavčič            | Rubén Ramírez Hidalgo    |
| 13 septembre | Pekao Szczecin Open, Szczecin                                | 106 500 € +H | Terre battue         | Pablo Cuevas           | Igor Andreev             |
| 13 septembre | Banja Luka Challenger, Banja Luka                            | 64 000 € +H  | Terre battue         | Marsel Ilhan           | Pere Riba                |
| 13 septembre | USTA Challenger of Oklahoma, Tulsa                           | 50 000 $     | Dur (ext.)           | Bobby Reynolds         | Lester Cook              |
| 13 septembre | Chang-Sat Bangkok Open, Bangkok                              | 35 000 $ +H  | Dur (ext.)           | Grigor Dimitrov        | Konstantin Kravchuk      |
| 13 septembre | BH Tennis Open International Cup, Belo Horizonte             | 35 000 $ +H  | Dur (ext.)           | Rogério Dutra Silva    | Facundo Argüello         |
| 13 septembre | Blu-express.com Tennis Cup, Todi                             | 30 000 € +H  | Dur (ext.)           | Carlos Berlocq         | Marcel Granollers        |
| 20 septembre | Copa Petrobras Bogotá, Bogota                                | 75 000 $ +H  | Terre battue         | João Souza             | Reda El Amrani           |
| 20 septembre | Türk Telecom Izmir Cup, Izmir                                | 64 000 € +H  | Dur (ext.)           | Somdev Devvarman       | Marsel Ilhan             |
| 20 septembre | ATP Challenger Trophy, Trnava                                | 64 000 €     | Terre battue         | Jaroslav Pospíšil      | Yuri Schukin             |
| 20 septembre | BMW Ljubljana Open, Ljubljana                                | 42 500 €     | Terre battue         | Blaž Kavčič            | David Goffin             |
| 20 septembre | Chang-Sat Bangkok Open 2, Bangkok                            | 35 000 $ +H  | Dur (ext.)           | Grigor Dimitrov        | Alexander Kudryavtsev    |
| 27 septembre | Seguros Bolívar Open Cali, Cali                              | 75 000 $ +H  | Terre battue         | Carlos Salamanca       | Júlio Silva              |
| 27 septembre | Copa Petrobras Montevideo, Montevideo                        | 75 000 $ +H  | Terre battue         | Máximo González        | Pablo Cuevas             |
| 27 septembre | Tennislife Cup, Naples                                       | 42 500 € +H  | Terre battue         | Fabio Fognini          | Boris Pašanski           |
| 4 octobre    | Ethias Trophy, Mons                                          | 106 500 € +H | Dur (int.)           | Adrian Mannarino       | Steve Darcis             |
| 4 octobre    | Copa Petrobras Buenos Aires, Buenos Aires                    | 75 000 $ +H  | Terre battue         | Máximo González        | Pablo Cuevas             |
| 4 octobre    | Sicilia Classic, Palerme                                     | 42 500 € +H  | Terre battue         | Attila Balázs          | Martin Fischer           |
| 4 octobre    | Natomas Men's Pro Tennis Tournament, Sacramento              | 50 000 $     | Dur (ext.)           | John Millman           | Robert Kendrick          |
| 4 octobre    | Cerveza Club Premium Open, Quito                             | 35 000 $ +H  | Terre battue         | Giovanni Lapentti      | João Souza               |
| 4 octobre    | Open Tarragona Costa Daurada, Tarragone                      | 30 000 € +H  | Terre battue         | Marcel Granollers      | Jaroslav Pospíšil        |
| 11 octobre   | Tashkent Challenger, Tachkent                                | 125 000 $ +H | Dur (ext.)           | Karol Beck             | Gilles Müller            |
| 11 octobre   | Copa Petrobras Asunción, Asuncion                            | 75 000 $ +H  | Terre battue         | Rui Machado            | Ramón Delgado            |
| 11 octobre   | Open de Rennes, Rennes                                       | 64 000 € +H  | Dur (int.)           | Marc Gicquel           | Stéphane Bohli           |
| 11 octobre   | Royal Bank of Scotland Challenger, Tiburon                   | 50 000 $     | Dur (ext.)           | Tobias Kamke           | Ryan Harrison            |
| 18 octobre   | Open d'Orléans, Orléans                                      | 106 500 € +H | Dur (int.)           | Nicolas Mahut          | Grigor Dimitrov          |
| 18 octobre   | Samsung Securities Cup, Séoul                                | 125 000 $ +H | Dur (ext.)           | Lu Yen-hsun            | Kevin Anderson           |
| 18 octobre   | Copa Petrobras Santiago, Santiago                            | 100 000 $ +H | Terre battue         | Fabio Fognini          | Paul Capdeville          |
| 18 octobre   | Calabasas Pro Tennis Championships, Calabasas                | 50 000 $     | Dur (ext.)           | Marinko Matosevic      | Ryan Sweeting            |
| 25 octobre   | Copa Petrobras São Paulo, São Paulo                          | 75 000 $ +H  | Terre battue         | Marcos Daniel          | Thomaz Bellucci          |
| 1er novembre | President's Cup, Astana                                      | 125 000 $ +H | Dur (ext.)           | Ivan Dodig             | Igor Kunitsyn            |
| 1er novembre | Seguros Bolívar Open, Medellín                               | 50 000 $ +H  | Terre battue         | Marcos Daniel          | Juan Sebastián Cabal     |
| 1er novembre | Virginia National Bank Men's Pro Champ's, Charlottesville    | 50 000 $     | Dur (ext.)           | Robert Kendrick        | Michael Shabaz           |
| 1er novembre | Bauer Watertechnology Cup, Eckental                          | 30 000 € +H  | Moquette (int.)      | Igor Sijsling          | Ruben Bemelmans          |
| 8 novembre   | Internazionali Tennis Val Gardena Südtirol, Ortisei          | 64 000 $ +H  | Moquette (int.)      | Michał Przysiężny      | Lukáš Lacko              |
| 8 novembre   | Lambertz Open by STAWAG, Aix-la-Chapelle                     | 42 500 $ +H  | Moquette (int.)      | Dustin Brown           | Igor Sijsling            |
| 8 novembre   | Challenger Ciudad de Guayaquil, Guayaquil                    | 50 000 $ +H  | Terre battue         | Paul Capdeville        | Diego Junqueira          |
| 8 novembre   | Knoxville Challenger, Knoxville                              | 50 000 $     | Dur (ext.)           | Kei Nishikori          | Robert Kendrick          |
| 8 novembre   | AEGON Pro-Series Loughborough, Loughborough                  | 42 500 $ +H  | Dur (int.)           | Matthias Bachinger     | Frederik Nielsen         |
| 15 novembre  | Ritro Slovak Open, Bratislava                                | 106 500 $ +H | Dur (ext.)           | Martin Kližan          | Stefan Koubek            |
| 15 novembre  | JSM Challenger of Champaign-Urbana, Champaign                | 50 000 $     | Dur (int.)           | Alex Bogomolov         | Amer Delić               |
| 15 novembre  | ATP Salzburg Indoors, Salzbourg                              | 42 500 $ +H  | Dur (int.)           | Conor Niland           | Jerzy Janowicz           |
| 15 novembre  | Abierto Int'l Varonil Casablanca Cancún, Cancún              | 35 000 $ +H  | Terre battue         | Pere Riba              | Carlos Berlocq           |
| 22 novembre  | IPP Open, Helsinki                                           | 106 500 $ +H | Dur (ext.)           | Ričardas Berankis      | Michał Przysiężny        |
| 22 novembre  | Copa Topper, Buenos Aires                                    | 75 000 $ +H  | Terre battue         | Diego Junqueira        | Juan Pablo Brzezicki     |
| 22 novembre  | Dunlop World Challenge, Toyota City                          | 35 000 $ +H  | Moquette (int.)      | Tatsuma Ito            | Yuichi Sugita            |

### Double messieurs
| Date         | Nom et lieu du tournoi                                       | Dotation     | Surface              | Vainqueurs                                    | Finalistes                                 |
| 4 janvier    | Prime Cup Aberto de São Paulo, São Paulo                     | 125 000 $ +H | Dur (ext.)           | Brian Dabul Sebastián Prieto                  | Tomasz Bednarek Mateusz Kowalczyk          |
| 4 janvier    | Internationaux de Nouvelle-Calédonie, Nouméa                 | 75 000 $ +H  | Dur (ext.)           | Nicolas Devilder Édouard Roger-Vasselin       | Flavio Cipolla Simone Vagnozzi             |
| 11 janvier   | Challenger Salinas Diario Expreso, Salinas                   | 35 000 $ +H  | Dur (ext.)           | Jonathan Marray Jamie Murray                  | Sanchai Ratiwatana Sonchat Ratiwatana      |
| 25 janvier   | Heilbronn Open, Talheim                                      | 85 000 € +H  | Dur (int.)           | Sanchai Ratiwatana Sonchat Ratiwatana         | Mario Ančić Lovro Zovko                    |
| 25 janvier   | Honolulu Challenger, Honolulu                                | 50 000 $     | Dur (ext.)           | Kevin Anderson Ryler DeHeart                  | Im Kyu-tae Martin Slanar                   |
| 25 janvier   | Seguros Bolívar Open, Bucaramanga                            | 35 000 $ +H  | Terre battue         | Pere Riba Santiago Ventura                    | Marcelo Demoliner Rodrigo Guidolin         |
| 1er février  | McDonald's Burnie International, Burnie                      | 50 000 $     | Dur (ext.)           | Matthew Ebden Samuel Groth                    | James Lemke Dane Propoggia                 |
| 1er février  | Challenger of Dallas, Dallas                                 | 50 000 $     | Dur (int.)           | Scott Lipsky David Martin                     | Vasek Pospisil Adil Shamasdin              |
| 1er février  | Kazan Kremlin Cup, Kazan                                     | 50 000 $     | Dur (int.)           | Jan Mertl Yuri Schukin                        | Tobias Kamke Julian Reister                |
| 8 février    | Internazionali di Tennis di Bergamo-Trofeo Trismoka, Bergame | 42 500 € +H  | Dur (int.)           | Jonathan Marray Jamie Murray                  | Karol Beck Jirí Krkoška                    |
| 15 février   | GEMAX Open, Belgrade                                         | 106 500 € +H | Moquette (int.)      | Ilija Bozoljac Jamie Delgado                  | Dustin Brown Martin Slanar                 |
| 15 février   | Morocco Tennis Tour – Tanger, Tanger                         | 30 000 € +H  | Terre battue         | Steve Darcis Dominik Meffert                  | Uladzimir Ignatik Martin Kližan            |
| 22 février   | Morocco Tennis Tour - Meknès, Meknès                         | 30 000 € +H  | Terre battue         | Pablo Andújar Flavio Cipolla                  | Alexandr Dolgopolov Artem Smirnov          |
| 1er mars     | Challenger DCNS de Cherbourg, Cherbourg                      | 42 500 € +H  | Dur (int.)           | Nicolas Mahut Édouard Roger-Vasselin          | Harsh Mankad Adil Shamasdin                |
| 8 mars       | Morocco Tennis Tour - Rabat, Rabat                           | 42 500 € +H  | Terre battue (int.)  | Ilija Bozoljac Daniele Bracciali              | Alexandr Dolgopolov Dmitri Sitak           |
| 8 mars       | Japan Indoor Tennis Championships, Kyoto                     | 35 000 $ +H  | Moquette (int.)      | Martin Fischer Philipp Oswald                 | Divij Sharan Vishnu Vardhan                |
| 8 mars       | BH Telecom Indoors, Sarajevo                                 | 30 000 € +H  | Dur (int.)           | Nicolas Mahut Édouard Roger-Vasselin          | Ivan Dodig Lukáš Rosol                     |
| 15 mars      | Morocco Tennis Tour - Marrakech, Marrakech                   | 106 500 € +H | Terre battue         | Ilija Bozoljac Horia Tecău                    | James Cerretani Adil Shamasdin             |
| 15 mars      | BMW Tennis Championship, Sunrise                             | 125 000 $ +H | Dur (ext.)           | Martin Damm Filip Polášek                     | Lukáš Dlouhý Leander Paes                  |
| 15 mars      | Città di Caltanissetta, Caltanissetta                        | 42 500 € +H  | Terre battue         | David Marrero Santiago Ventura                | Uladzimir Ignatik Martin Kližan            |
| 22 mars      | Open Barletta, Barletta                                      | 42 500 € +H  | Terre battue         | David Marrero Santiago Ventura                | Ilija Bozoljac Daniele Bracciali           |
| 22 mars      | The Jersey International, Jersey                             | 42 500 €     | Dur (int.)           | Rohan Bopanna Ken Skupski                     | Jonathan Marray Jamie Murray               |
| 22 mars      | Challenger Banque Nationale, Rimouski                        | 35 000 $     | Dur (int.)           | Kaden Hensel Adam Hubble                      | Scott Lipsky David Martin                  |
| 29 mars      | Tennis Napoli Cup, Naples                                    | 30 000 € +H  | Terre battue         | Dustin Brown Jesse Witten                     | Rohan Bopanna Aisam-Ul-Haq Qureshi         |
| 29 mars      | Open Prévadiès Saint-Brieuc, Saint-Brieuc                    | 30 000 € +H  | Terre battue         | Uladzimir Ignatik David Marrero               | Brian Battistone Ryler DeHeart             |
| 5 avril      | Bancolombia Open, Bogota                                     | 125 000 $ +H | Terre battue         | Franco Ferreiro Santiago González             | Dominik Meffert Philipp Oswald             |
| 5 avril      | Mitsubishi Electric Cup, Monza                               | 30 000 € +H  | Terre battue         | Daniele Bracciali David Marrero               | Martin Fischer Frederik Nielsen            |
| 12 avril     | Soweto Open, Johannesburg                                    | 100 000 $ +H | Dur (int.)           | Lovro Zovko Nicolas Mahut                     | Raven Klaasen Izak Van der Merwe           |
| 12 avril     | Baton Rouge Pro Tennis Classic, Bâton-Rouge                  | 50 000 $     | Dur (int.)           | Stephen Huss Joseph Sirianni                  | Chris Guccione Frank Moser                 |
| 12 avril     | Aberto Santa Catarina De Tenis, Blumenau                     | 35 000 $ +H  | Terre battue         | Franco Ferreiro André Sá                      | André Ghem Simone Vagnozzi                 |
| 12 avril     | Abierto Internacional del Bicentenario León, León            | 35 000 $ +H  | Dur (int.)           | Santiago González Vasek Pospisil              | Kaden Hensel Adam Hubble                   |
| 12 avril     | Seguros Bolívar Open Pereira, Pereira                        | 35 000 $ +H  | Dur (int.)           | Dominik Meffert Philipp Oswald                | Gero Kretschmer Alexander Satschko         |
| 12 avril     | Rai Open, Rome                                               | 30 000 € +H  | Terre battue         | Tomasz Bednarek Mateusz Kowalczyk             | Jeff Coetzee Jesse Witten                  |
| 19 avril     | Status Athens Open, Athènes                                  | 85 000 € +H  | Dur (int.)           | Rik De Voest Lu Yen-hsun                      | Robin Haase Igor Sijsling                  |
| 19 avril     | Tallahassee Tennis Challenger, Tallahassee                   | 50 000 $     | Dur (ext.)           | Stephen Huss Joseph Sirianni                  | Robert Kendrick Bobby Reynolds             |
| 19 avril     | Brazil Open Series, Curitiba                                 | 35 000 $ +H  | Terre battue         | Dominik Meffert Leonardo Tavares              | Ramón Delgado André Sá                     |
| 19 avril     | Roma Open, Rome                                              | 30 000 € +H  | Terre battue         | Mario Ančić Ivan Dodig                        | Juan Pablo Brzezicki Rubén Ramírez Hidalgo |
| 26 avril     | Tunis Open, Tunis                                            | 125 000 $ +H | Terre battue         | Kristof Vliegen Jeff Coetzee                  | Adil Shamasdin James Cerretani             |
| 26 avril     | Ixian Grand Aegean Tennis Cup, Rhodes                        | 85 000 € +H  | Dur (int.)           | Dustin Brown Simon Stadler                    | Jonathan Marray Jamie Murray               |
| 26 avril     | Prosperita Open, Ostrava                                     | 42 500 €     | Terre battue         | Martin Fischer Philipp Oswald                 | Tomasz Bednarek Mateusz Kowalczyk          |
| 26 avril     | Manta Open – Trofeo Ricardo Delgado Aray, Manta              | 35 000 $ +H  | Dur (int.)           | Pierre-Ludovic Duclos Ryler DeHeart           | Martin Emmrich Andreas Siljeström          |
| 3 mai        | Israel Open, Ramat Ha-Sharon                                 | 100 000 $ +H | Dur (ext.)           | Jonathan Erlich Andy Ram                      | Alexander Peya Simon Stadler               |
| 3 mai        | Tail Savannah Challenger, Savannah                           | 50 000 $     | Terre battue         | Jamie Baker James Ward                        | Fritz Wolmarans Bobby Reynolds             |
| 3 mai        | Palm Hills International Tennis Challenger, Le Caire         | 35 000 $ +H  | Terre battue         | Martin Slanar Simone Vagnozzi                 | Andre Begemann Dustin Brown                |
| 3 mai        | Sanremo Tennis Cup, San Remo                                 | 30 000 € +H  | Terre battue         | Diego Junqueira Martín Vassallo Argüello      | Carlos Berlocq Sebastián Decoud            |
| 10 mai       | BNP Paribas Primrose Bordeaux, Bordeaux                      | 85 000 € +H  | Terre battue         | Nicolas Mahut Édouard Roger-Vasselin          | Karol Beck Leoš Friedl                     |
| 10 mai       | Busan Open Challenger Tennis, Busan                          | 75 000 $ +H  | Dur (ext.)           | Rameez Junaid Alexander Peya                  | Pierre-Ludovic Duclos Yang Tsung-hua       |
| 10 mai       | Sarasota Open, Sarasota                                      | 50 000 $     | Terre battue (verte) | Brian Battistone Ryler DeHeart                | Gero Kretschmer Alexander Satschko         |
| 10 mai       | Zagreb Open, Zagreb                                          | 42 500 €     | Terre battue         | Matthew Ebden Andre Begemann                  | Rubén Ramírez Hidalgo Santiago Ventura     |
| 10 mai       | Canella Challenger, Biella                                   | 30 000 € +H  | Terre battue         | Adil Shamasdin James Cerretani                | Dustin Brown Alessandro Motti              |
| 17 mai       | Trofeo Paolo Corazzi, Crémone                                | 30 000 € +H  | Dur (ext.)           | Alexander Peya Martin Slanar                  | Rik De Voest Izak Van der Merwe            |
| 17 mai       | Fergana Challenger, Ferghana                                 | 35 000 $ +H  | Dur (ext.)           | Toshihide Matsui Brendan Evans                | Gong Maoxin Li Zhe                         |
| 24 mai       | USTA LA Tennis Open, Carson                                  | 50 000 $     | Dur (ext.)           | Brian Battistone Nicholas Monroe              | Artem Sitak Leonardo Tavares               |
| 24 mai       | Trofeo Cassa di Risparmio Alessandria, Alessandria           | 30 000 € +H  | Terre battue         | Ivan Dodig Lovro Zovko                        | Marco Crugnola Daniel Muñoz de la Nava     |
| 31 mai       | UniCredit Czech Open, Prostějov                              | 106 500 € +H | Terre battue         | Marcel Granollers David Marrero               | Johan Brunström Jean-Julien Rojer          |
| 31 mai       | Franken Challenge, Fürth                                     | 42 500 € +H  | Terre battue         | Dustin Brown Rameez Junaid                    | Martin Emmrich Joseph Sirianni             |
| 31 mai       | AEGON Trophy, Nottingham                                     | 42 500 €     | Gazon                | Colin Fleming Ken Skupski                     | Eric Butorac Scott Lipsky                  |
| 31 mai       | Due Ponti Cup, Rome                                          | 42 500 € +H  | Terre battue         | Santiago González Travis Rettenmaier          | Sadik Kadir Purav Raja                     |
| 31 mai       | Weil Tennis Academy Challenger, Ojai                         | 50 000 $     | Dur (ext.)           | Artem Sitak Leonardo Tavares                  | Harsh Mankad Izak Van der Merwe            |
| 7 juin       | BSI Challenger Lugano, Lugano                                | 85 000 € +H  | Terre battue         | Frederico Gil Christophe Rochus               | Santiago González Travis Rettenmaier       |
| 7 juin       | Košice Open, Košice                                          | 30 000 € +H  | Terre battue         | Miloslav Mečíř Jr. Marek Semjan               | Ricardo Hocevar Caio Zampieri              |
| 14 juin      | ZRE Katowice Bytom Open, Bytom                               | 30 000 € +H  | Terre battue         | Ivo Klec Artem Smirnov                        | Konstantin Kravchuk Ivan Sergeyev          |
| 14 juin      | Aspria Tennis Cup, Milan                                     | 30 000 € +H  | Terre battue         | Daniele Bracciali Rubén Ramírez Hidalgo       | James Cerretani Jeff Coetzee               |
| 21 juin      | Camparini Gioielli Cup, Reggio d'Émilie                      | 42 500 € +H  | Terre battue         | Philipp Oswald Martin Slanar                  | Sadik Kadir Purav Raja                     |
| 21 juin      | Marburg Open, Marbourg                                       | 30 000 € +H  | Terre battue         | Matthias Bachinger Denis Gremelmayr           | Guillermo Olaso Grega Žemlja               |
| 28 juin      | Nord LB Open, Braunschweig                                   | 106 500 € +H | Terre battue         | Leonardo Tavares Simone Vagnozzi              | Igor Kunitsyn Yuri Schukin                 |
| 28 juin      | Sporting Challenger, Turin                                   | 85 000 € +H  | Terre battue         | Carlos Berlocq Frederico Gil                  | Daniele Bracciali Potito Starace           |
| 28 juin      | Nielsen Pro Tennis Championship, Winnetka                    | 50 000 $     | Dur (ext.)           | Ryler DeHeart Pierre-Ludovic Duclos           | Rik De Voest Somdev Devvarman              |
| 28 juin      | Arad Challenger, Arad                                        | 30 000 € +H  | Terre battue         | Daniel Muñoz de la Nava Sergio Pérez-Pérez    | Franko Škugor Ivan Zovko                   |
| 5 juillet    | Open Diputación Ciudad de Pozoblanco, Pozoblanco             | 85 000 € +H  | Dur (ext.)           | Marcel Granollers Gerard Granollers           | Brian Battistone Filip Prpic               |
| 5 juillet    | Siemens Open, Schéveningue                                   | 42 500 € +H  | Terre battue         | Franco Ferreiro Harsh Mankad                  | Rameez Junaid Philipp Marx                 |
| 5 juillet    | Oberstaufen Cup, Oberstaufen                                 | 30 000 € +H  | Terre battue         | Frank Moser Lukáš Rosol                       | Hans Podlipnik-Castillo Max Raditschnigg   |
| 5 juillet    | Carisap Tennis Cup, San Benedetto del Tronto                 | 30 000 € +H  | Terre battue         | Thomas Fabbiano Gabriel Trujillo-Soler        | Francesco Aldi Daniele Giorgini            |
| 12 juillet   | Seguros Bolívar Open Bogotá, Bogota                          | 125 000 $ +H | Terre battue         | Juan Sebastián Cabal Robert Farah             | Víctor Estrella Alejandro González         |
| 12 juillet   | Comerica Bank Challenger, Aptos                              | 75 000 $     | Dur (ext.)           | Carsten Ball Chris Guccione                   | Adam Feeney Greg Jones                     |
| 12 juillet   | Riviera di Rimini Challenger, Rimini                         | 42 500 € +H  | Terre battue         | Giulio Di Meo Adrian Ungur                    | Juan Pablo Brzezicki Alexander Peya        |
| 19 juillet   | Poznan Porsche Open, Poznań                                  | 85 000 € +H  | Terre battue         | Daniel Muñoz de la Nava Rui Machado           | James Cerretani Adil Shamasdin             |
| 19 juillet   | Trofeo Bellaveglia, Orbetello                                | 64 000 € +H  | Terre battue         | Alessio Di Mauro Alessandro Motti             | Nikola Mektić Ivan Zovko                   |
| 19 juillet   | Fifth Third Bank Tennis Championships, Lexington             | 50 000 $     | Dur (ext.)           | Raven Klaasen Izak van der Merwe              | Adam Hubble Kaden Hensel                   |
| 19 juillet   | Penza Cup, Penza                                             | 50 000 $     | Dur (ext.)           | Mikhail Elgin Nikolaus Moser                  | Alexander Bury Kiryl Harbatsiuk            |
| 19 juillet   | Guzzini Challenger, Recanati                                 | 30 000 € +H  | Dur (ext.)           | Jamie Delgado Lovro Zovko                     | Charles-Antoine Brezac Vincent Stouff      |
| 26 juillet   | Zucchetti Kos Tennis Cup, Cordenons                          | 85 000 € +H  | Terre battue         | Robin Haase Rogier Wassen                     | James Cerretani Adil Shamasdin             |
| 26 juillet   | Challenger Banque Nationale de Granby, Granby                | 50 000 $ +H  | Dur (ext.)           | Frederik Nielsen Joseph Sirianni              | Sanchai Ratiwatana Sonchat Ratiwatana      |
| 26 juillet   | Mordovia Cup, Saransk                                        | 50 000 $     | Dur (ext.)           | Ilya Belyaev Mikhail Elgin                    | Denys Molchanov Artem Smirnov              |
| 26 juillet   | Tampere Open, Tampere                                        | 42 500 €     | Terre battue         | João Sousa Leonardo Tavares                   | Andis Juška Deniss Pavlovs                 |
| 2 août       | San Marino CEPU Open, Saint-Marin                            | 85 000 € +H  | Terre battue         | Daniele Bracciali Lovro Zovko                 | Yves Allegro James Cerretani               |
| 2 août       | Open Castilla y León, Ségovie                                | 85 000 € +H  | Dur (ext.)           | Thiago Alves Franco Ferreiro                  | Brian Battistone Harsh Mankad              |
| 2 août       | Odlum Brown Vancouver Open, Vancouver                        | 100 000 $    | Dur (ext.)           | Treat Conrad Huey Dominic Inglot              | Ryan Harrison Jesse Levine                 |
| 2 août       | Beijing International Challenger, Pékin                      | 75 000 $ +H  | Dur (ext.)           | Pierre-Ludovic Duclos Artem Sitak             | Sadik Kadir Purav Raja                     |
| 2 août       | Austrian Open Kitzbühel, Kitzbühel                           | 64 000 € +H  | Terre battue         | Dustin Brown Rogier Wassen                    | Hans Podlipnik-Castillo Max Raditschnigg   |
| 2 août       | MasterCard Tennis Cup, Campos do Jordão                      | 50 000 $ +H  | Dur (ext.)           | Rogério Dutra Silva Júlio Silva               | Vítor Manzini Pedro Zerbinni               |
| 9 août       | American Express - TED Open, Istanbul                        | 100 000 $ +H | Dur (ext.)           | Leoš Friedl Dušan Vemić                       | Brian Battistone Andreas Siljeström        |
| 9 août       | LG&T Tennis Challenger, Binghamton                           | 50 000 $     | Dur (ext.)           | Treat Conrad Huey Dominic Inglot              | Scott Lipsky David Martin                  |
| 9 août       | Aberto de Brasilia, Brasilia                                 | 35 000 $ +H  | Dur (ext.)           | Franco Ferreiro André Sá                      | Ricardo Mello Caio Zampieri                |
| 9 août       | Samarkand Challenger, Samarcande                             | 35 000 $ +H  | Terre battue         | Andis Juška Deniss Pavlovs                    | Lee Hsin-han Yang Tsung-hua                |
| 9 août       | Trani Cup, Trani                                             | 30 000 € +H  | Terre battue         | Thomas Fabbiano Matteo Trevisan               | Daniele Bracciali Filippo Volandri         |
| 16 août      | Aberto de Bahia, Salvador de Bahia                           | 35 000 $ +H  | Dur (ext.)           | Franco Ferreiro André Sá                      | Uladzimir Ignatik Martin Kližan            |
| 16 août      | Karshi Challenger, Karchi                                    | 35 000 $ +H  | Dur (ext.)           | Gong Maoxin Li Zhe                            | Divij Sharan Vishnu Vardhan                |
| 16 août      | Concurso Int'l de Tenis – San Sebastián, Saint-Sébastien     | 30 000 € +H  | Terre battue         | Rubén Ramírez Hidalgo Santiago Ventura        | Brian Battistone Andreas Siljeström        |
| 23 août      | Savoldi–Cò – Trofeo Dimmidisì, Manerbio                      | 64 000 € +H  | Terre battue         | Robin Haase Thomas Schoorel                   | Diego Junqueira Gabriel Trujillo-Soler     |
| 23 août      | Astana Cup, Astana                                           | 50 000 $     | Dur (ext.)           | Mikhail Elgin Nikolaus Moser                  | Wu Di Zhang Ze                             |
| 23 août      | IPP Trophy, Genève                                           | 30 000 € +H  | Terre battue         | Gero Kretschmer Alexander Satschko            | Philipp Oswald Martin Slanar               |
| 30 août      | Città di Como Challenger, Côme                               | 30 000 € +H  | Dur (ext.)           | Frank Moser David Škoch                       | Martin Emmrich Mateusz Kowalczyk           |
| 6 septembre  | AON Open Challenger, Gênes                                   | 85 000 € +H  | Terre battue         | Andre Begemann Martin Emmrich                 | Brian Battistone Andreas Siljeström        |
| 6 septembre  | Copa Sevilla, Séville                                        | 42 500 € +H  | Terre battue         | Daniel Muñoz de la Nava Santiago Ventura      | Nikola Ćirić Guillermo Olaso               |
| 6 septembre  | Trophée des Alpilles, Saint-Rémy-de-Provence                 | 42 500 € +H  | Dur (ext.)           | Gilles Müller Édouard Roger-Vasselin          | Andis Juška Deniss Pavlovs                 |
| 6 septembre  | TEAN International, Alphen-sur-le-Rhin                       | 42 500 €     | Terre battue         | Farrukh Dustov Bertram Steinberger            | Roy Bruggeling Bas van der Valk            |
| 6 septembre  | Rijeka Open, Rijeka                                          | 30 000 € +H  | Terre battue         | Adil Shamasdin Lovro Zovko                    | Carlos Berlocq Rubén Ramírez Hidalgo       |
| 6 septembre  | Brasov Challenger, Brașov                                    | 30 000 € +H  | Terre battue         | Flavio Cipolla Daniele Giorgini               | Radu Albot Andrei Ciumac                   |
| 13 septembre | Pekao Szczecin Open, Szczecin                                | 106 500 € +H | Terre battue         | Dustin Brown Rogier Wassen                    | Rameez Junaid Philipp Marx                 |
| 13 septembre | Banja Luka Challenger, Banja Luka                            | 64 000 € +H  | Terre battue         | James Cerretani David Škoch                   | Adil Shamasdin Lovro Zovko                 |
| 13 septembre | USTA Challenger of Oklahoma, Tulsa                           | 50 000 $     | Dur (ext.)           | Andrew Anderson Fritz Wolmarans               | Brett Joelson Chris Klingemann             |
| 13 septembre | Chang-Sat Bangkok Open, Bangkok                              | 35 000 $ +H  | Dur (ext.)           | Gong Maoxin Li Zhe                            | Yuki Bhambri Ryler DeHeart                 |
| 13 septembre | BH Tennis Open International Cup, Belo Horizonte             | 35 000 $ +H  | Dur (ext.)           | Rodrigo Grilli Leonardo Kirche                | Christian Lindell João Souza               |
| 13 septembre | Blu-express.com Tennis Cup, Todi                             | 30 000 € +H  | Dur (ext.)           | Flavio Cipolla Alessio Di Mauro               | Marcel Granollers Gerard Granollers        |
| 20 septembre | Copa Petrobras Bogotá, Bogota                                | 75 000 $ +H  | Terre battue         | Franco Ferreiro André Sá                      | Gero Kretschmer Alexander Satschko         |
| 20 septembre | Türk Telecom Izmir Cup, Izmir                                | 64 000 € +H  | Dur (ext.)           | Rameez Junaid Frank Moser                     | Jamie Delgado Jonathan Marray              |
| 20 septembre | ATP Challenger Trophy, Trnava                                | 64 000 €     | Terre battue         | Karol Beck Lukáš Rosol                        | Alexander Peya Martin Slanar               |
| 20 septembre | BMW Ljubljana Open, Ljubljana                                | 42 500 €     | Terre battue         | Nikola Mektić Ivan Zovko                      | Marin Draganja Dino Marcan                 |
| 20 septembre | Chang-Sat Bangkok Open 2, Bangkok                            | 35 000 $ +H  | Dur (ext.)           | Sanchai Ratiwatana Sonchat Ratiwatana         | Frederik Nielsen Yuichi Sugita             |
| 27 septembre | Seguros Bolívar Open Cali, Cali                              | 75 000 $ +H  | Terre battue         | Andre Begemann Martin Emmrich                 | Gero Kretschmer Alexander Satschko         |
| 27 septembre | Copa Petrobras Montevideo, Montevideo                        | 75 000 $ +H  | Terre battue         | Carlos Berlocq Brian Dabul                    | Máximo González Sebastián Prieto           |
| 27 septembre | Tennislife Cup, Naples                                       | 42 500 € +H  | Terre battue         | Daniel Muñoz de la Nava Simone Vagnozzi       | Andreas Haider-Maurer Bastian Knittel      |
| 4 octobre    | Ethias Trophy, Mons                                          | 106 500 € +H | Dur (int.)           | Filip Polášek Igor Zelenay                    | Ruben Bemelmans Yannick Mertens            |
| 4 octobre    | Copa Petrobras Buenos Aires, Buenos Aires                    | 75 000 $ +H  | Terre battue         | Carlos Berlocq Brian Dabul                    | Jorge Aguilar Federico Delbonis            |
| 4 octobre    | Natomas Men's Pro Tennis Tournament, Sacramento              | 50 000 $     | Dur (ext.)           | Rik De Voest Izak van der Merwe               | Nicholas Monroe Donald Young               |
| 4 octobre    | Sicilia Classic, Palerme                                     | 42 500 € +H  | Terre battue         | Martin Fischer Philipp Oswald                 | Alessandro Motti Simone Vagnozzi           |
| 4 octobre    | Cerveza Club Premium Open, Quito                             | 35 000 $ +H  | Terre battue         | Daniel Graza Eric Nunez                       | Alejandro González Carlos Salamanca        |
| 4 octobre    | Open Tarragona Costa Daurada, Tarragone                      | 30 000 € +H  | Terre battue         | Guillermo Olaso Pere Riba                     | Pablo Andújar Gerard Granollers            |
| 11 octobre   | Tashkent Challenger, Tachkent                                | 125 000 $ +H | Dur (ext.)           | Ross Hutchins Jamie Murray                    | Karol Beck Filip Polášek                   |
| 11 octobre   | Copa Petrobras Asunción, Asuncion                            | 75 000 $ +H  | Terre battue         | Fabio Fognini Paolo Lorenzi                   | Carlos Berlocq Brian Dabul                 |
| 11 octobre   | Open de Rennes, Rennes                                       | 64 000 € +H  | Dur (int.)           | Scott Lipsky David Martin                     | Denis Gremelmayr Björn Phau                |
| 11 octobre   | Royal Bank of Scotland Challenger, Tiburon                   | 50 000 $     | Dur (ext.)           | Robert Kendrick Travis Rettenmaier            | Ryler DeHeart Pierre-Ludovic Duclos        |
| 18 octobre   | Open d'Orléans, Orléans                                      | 106 500 € +H | Dur (int.)           | Pierre-Hugues Herbert Nicolas Renavand        | Sébastien Grosjean Nicolas Mahut           |
| 18 octobre   | Samsung Securities Cup, Séoul                                | 125 000 $ +H | Dur (ext.)           | Rameez Junaid Frank Moser                     | Vasek Pospisil Adil Shamasdin              |
| 18 octobre   | Copa Petrobras Santiago, Santiago                            | 100 000 $ +H | Terre battue         | Daniel Muñoz de la Nava Rubén Ramírez Hidalgo | Nikola Ćirić Goran Tošić                   |
| 18 octobre   | Calabasas Pro Tennis Championships, Calabasas                | 50 000 $     | Dur (ext.)           | Ryan Harrison Travis Rettenmaier              | Rik De Voest Bobby Reynolds                |
| 25 octobre   | Copa Petrobras São Paulo, São Paulo                          | 75 000 $ +H  | Terre battue         | Franco Ferreiro André Sá                      | Rui Machado Daniel Muñoz de la Nava        |
| 1er novembre | President's Cup, Astana                                      | 125 000 $ +H | Dur (ext.)           | Colin Fleming Ross Hutchins                   | Mikhail Elgin Alexander Kudryavtsev        |
| 1er novembre | Seguros Bolívar Open, Medellín                               | 50 000 $ +H  | Terre battue         | Juan Sebastián Cabal Robert Farah             | Franco Ferreiro André Sá                   |
| 1er novembre | Virginia National Bank Men's Pro Champs, Charlottesville     | 50 000 $     | Dur (ext.)           | Robert Kendrick Donald Young                  | Ryler DeHeart Pierre-Ludovic Duclos        |
| 1er novembre | Bauer Watertechnology Cup, Eckental                          | 30 000 € +H  | Moquette (int.)      | Scott Lipsky Rajeev Ram                       | Sanchai Ratiwatana Sonchat Ratiwatana      |
| 8 novembre   | Internazionali Tennis Val Gardena Südtirol, Ortisei          | 64 000 $ +H  | Moquette (int.)      | Mikhail Elgin Alexander Kudryavtsev           | Tomasz Bednarek Michał Przysiężny          |
| 8 novembre   | Challenger Ciudad de Guayaquil, Guayaquil                    | 50 000 $ +H  | Terre battue         | Juan Sebastián Cabal Robert Farah             | Franco Ferreiro André Sá                   |
| 8 novembre   | Lambertz Open by STAWAG, Aix-la-Chapelle                     | 42 500 $ +H  | Moquette (int.)      | Ruben Bemelmans Igor Sijsling                 | Jamie Delgado Jonathan Marray              |
| 8 novembre   | Knoxville Challenger, Knoxville                              | 50 000 $     | Dur (ext.)           | Rik De Voest Izak van der Merwe               | Alex Bogomolov Alex Kuznetsov              |
| 8 novembre   | AEGON Pro-Series Loughborough, Loughborough                  | 42 500 $ +H  | Dur (int.)           | Henri Kontinen Frederik Nielsen               | Jordan Kerr Ken Skupski                    |
| 15 novembre  | Ritro Slovak Open, Bratislava                                | 106 500 $ +H | Dur (ext.)           | Colin Fleming Jamie Murray                    | Travis Parrott Filip Polášek               |
| 15 novembre  | JSM Challenger of Champaign–Urbana, Champaign                | 50 000 $     | Dur (int.)           | Raven Klaasen Izak van der Merwe              | Ryler DeHeart Pierre-Ludovic Duclos        |
| 15 novembre  | ATP Salzburg Indoors, Salzbourg                              | 42 500 $ +H  | Dur (int.)           | Alexander Peya Martin Slanar                  | Rameez Junaid Frank Moser                  |
| 15 novembre  | Abierto Int'l Varonil Casablanca Cancún, Cancún              | 35 000 $ +H  | Terre battue         | Víctor Estrella Santiago González             | Rainer Eitzinger César Ramírez             |
| 22 novembre  | IPP Open, Helsinki                                           | 106 500 $ +H | Dur (ext.)           | Dustin Brown Martin Emmrich                   | Henri Kontinen Jarkko Nieminen             |
| 22 novembre  | Copa Topper, Buenos Aires                                    | 75 000 $ +H  | Terre battue         | Carlos Berlocq Brian Dabul                    | Andrés Molteni Guido Pella                 |
| 22 novembre  | Dunlop World Challenge, Toyota City                          | 35 000 $ +H  | Moquette (int.)      | Treat Conrad Huey Purav Raja                  | Tasuku Iwami Hiroki Kondo                  |